# Ephedra chengiae
Ephedra chengiae — вид голонасінних рослин класу гнетоподібних.

## Назва
Вид названо на честь китайського ботаніка Чена Чін-Юна за його внесок у систематичне знання китайських гнетофітів. Професор Ченг був автором розділу Chlamydospermopsida у «Flora Reipublicae Popularis Sinicae».

## Поширення
Ендемік Китаю. Поширений на заході Тибетського автономного району. Росте в скельних щілинах або на схилах піщаних дюн.